# 鳴海宿

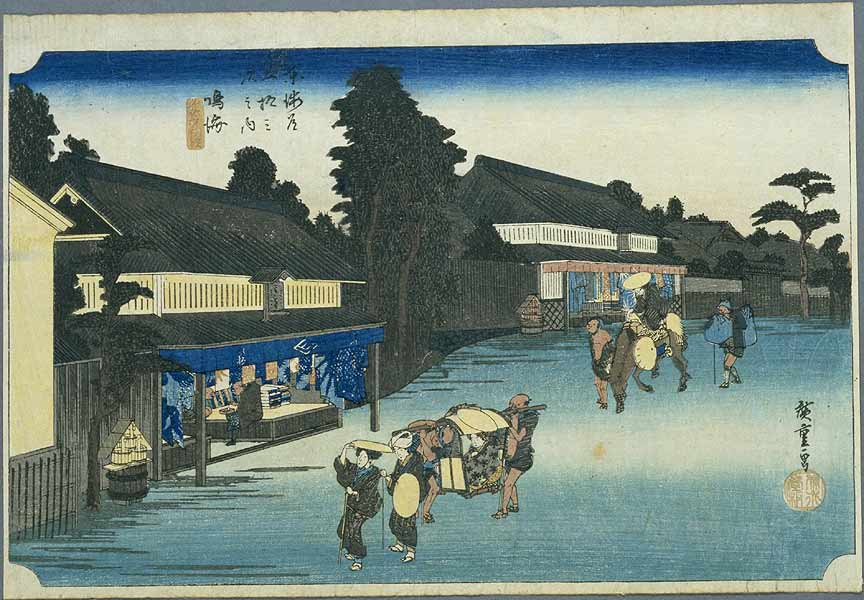
歌川広重『東海道五十三次・鳴海』

鳴海宿（なるみしゅく、なるみじゅく）は、東海道五十三次の40番目の宿場である。現在の愛知県名古屋市緑区にある。

## 最寄り駅
- 名鉄名古屋本線 鳴海駅

## 史跡・みどころ
電柱に宿の史跡紹介があるので、それを読みながら歩くと宿の概要がわかる。
丹下町常夜燈
1792年、宿の西の入口に設置された。
平部町常夜燈
1806年、宿の東の入口に設置された。丹下町常夜燈との間は約1.7km離れている。少し東に進むと有松間宿に入る。
鳴海は寺の多い街【鳴海寺詣り歌】わらべ唄
東海道の鳴海宿　　　寺銭用意しなされや　　　西よりはじまる寺参り
風呂敷かぶりの光明寺　　　花井小路の長翁寺　　　ちょっと入った東福院
お腹に仏の如意寺　　　出たり入ったり誓願寺　　　三猿がまえ圓道寺
縁の高いは円龍寺　　　まんまん曲がって万福寺　　　木林山を真っ二つ
右に構える浄泉寺　　　中島橋の三つ股を　　　左に行けば浄蓮寺
右にとれば善明寺　　　平部はずれの金剛寺　　　松原越えて四本木の
左に傾く神明社　　　右に行けば御諏訪社　　　中におさまる二殿様
越えて絞りの有松の　　　左に高い天満社　　　右にとれば桶狭間
信長公の奇襲戦　　　義元公の首塚に　　その霊まつわる長福寺
大高城址
桶狭間の戦いの前哨戦において、松平元康が兵糧入れをした城。江戸時代には廃城となっていたが、尾張藩は東の押さえとして重視し、万石級の家老を領主として置いた。
宮宿までの史跡・みどころ
- 千句塚公園
- 笠寺一里塚
  - 名古屋市に現存する唯一の一里塚で、東側だけが残る。江戸から88里。
- 笠寺観音
  - 正式には笠覆寺。尾張四観音の1つ。

## 分岐する道
常滑街道
知多半島の西浦（西海岸）の村々を経て知多郡大井村（現在の知多郡南知多町大井）又は師崎村（現在の知多郡南知多町師崎）まで至る道。

## 隣の宿
東海道
池鯉鮒宿 - 鳴海宿 - 宮宿

## ギャラリー

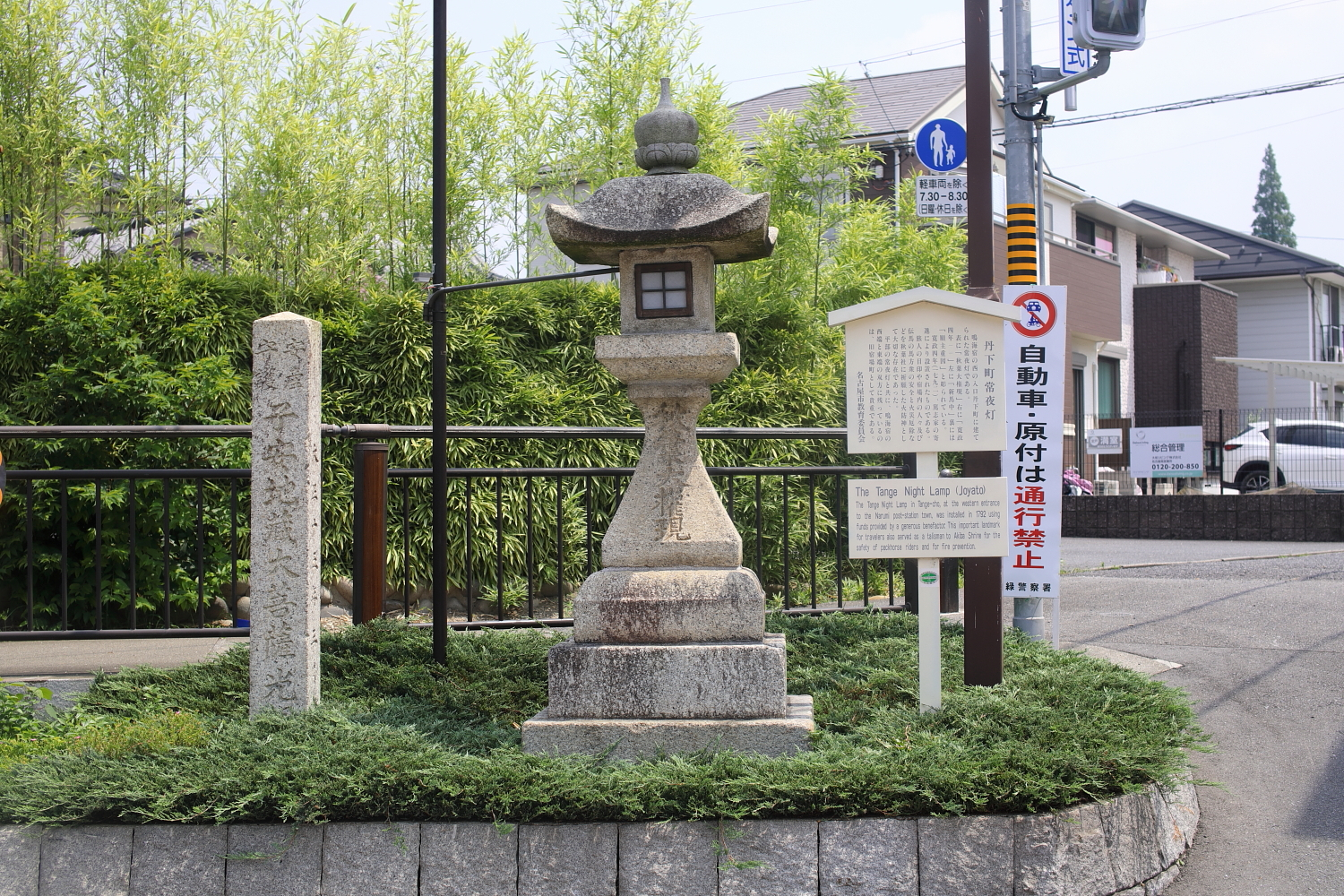
丹下町常夜灯。 （2020年（令和2年）8月）
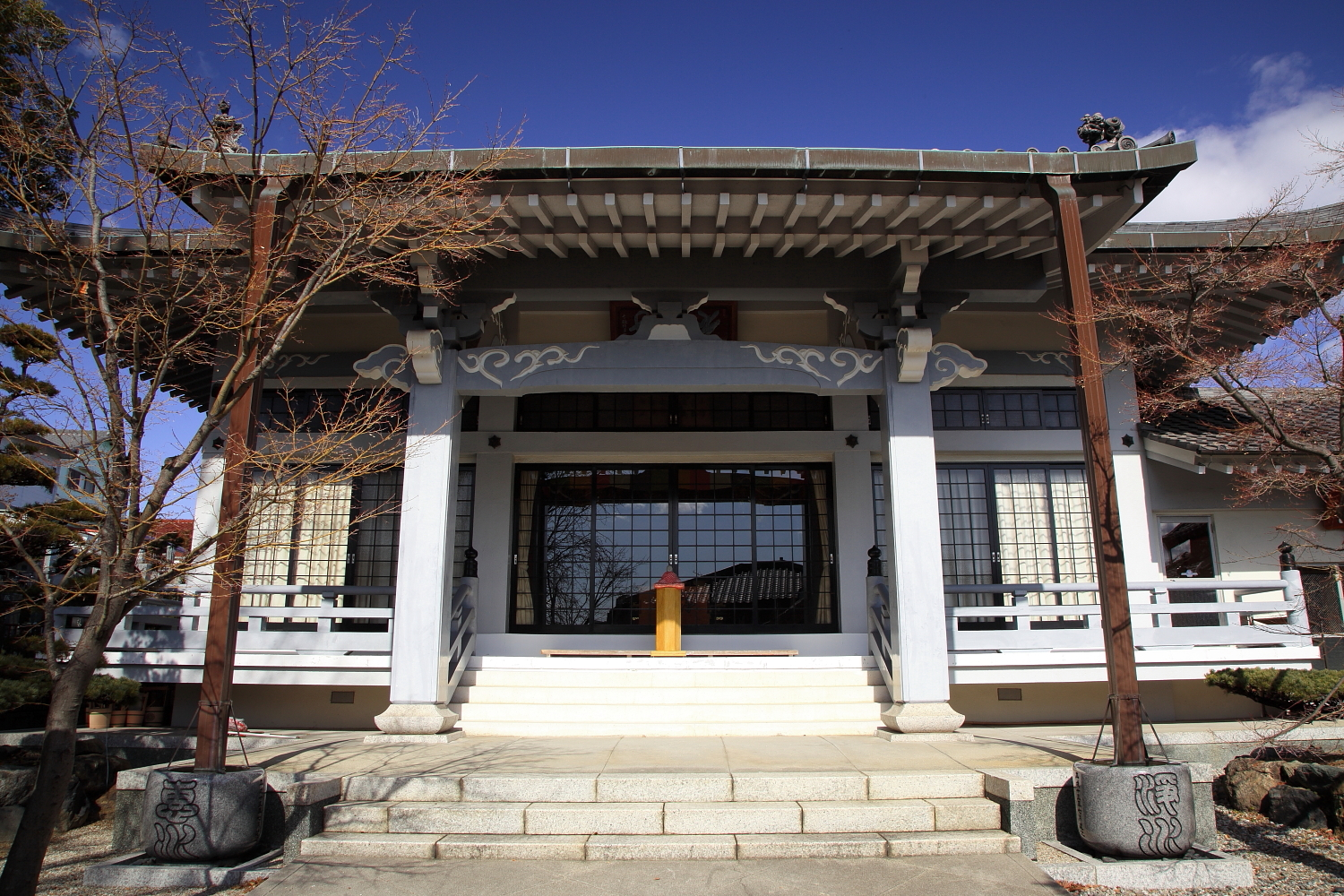
光明禅寺（丹下町）。 （2014年（平成26年）2月）
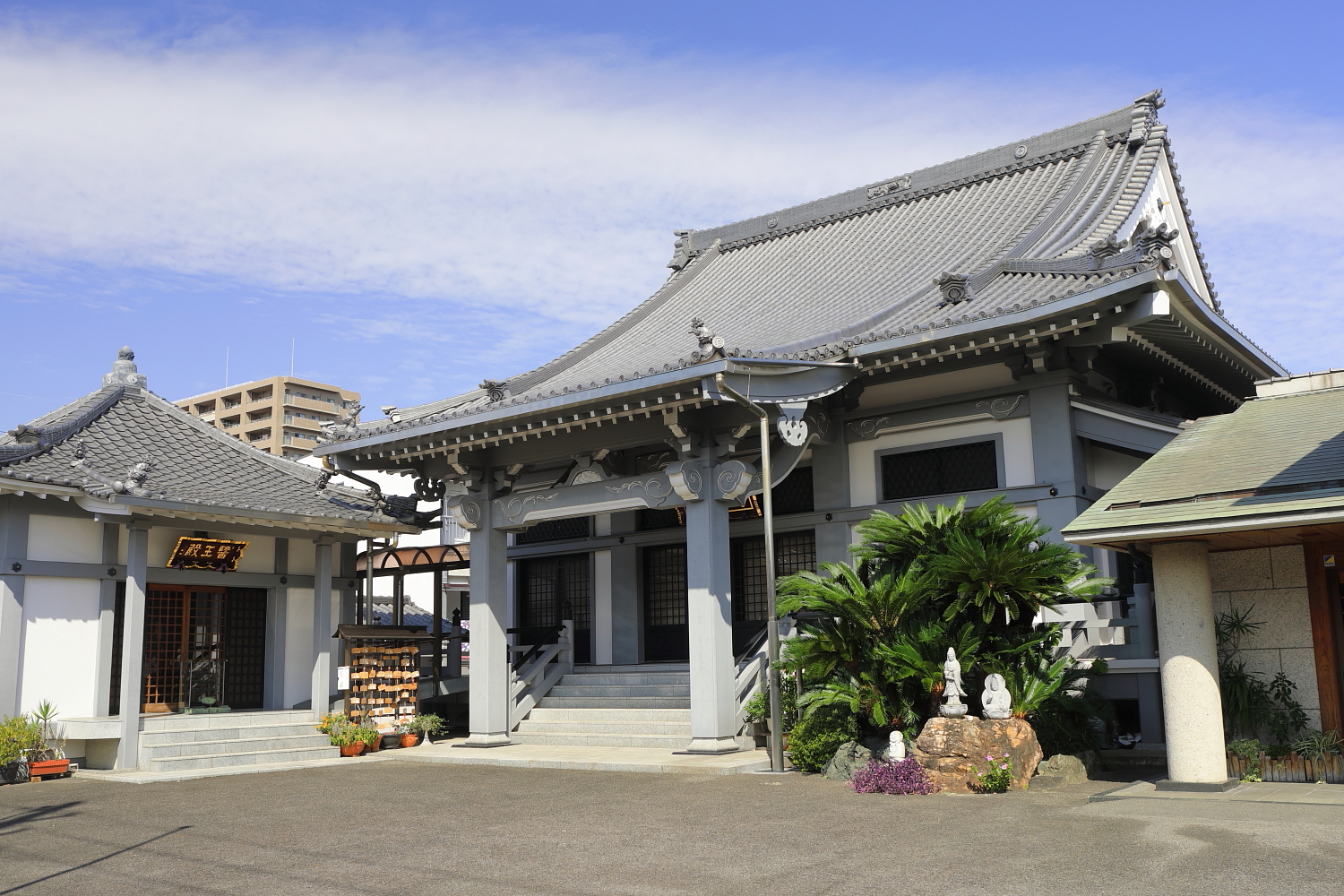
長翁寺（花井町）。 （2020年（令和2年）10月）
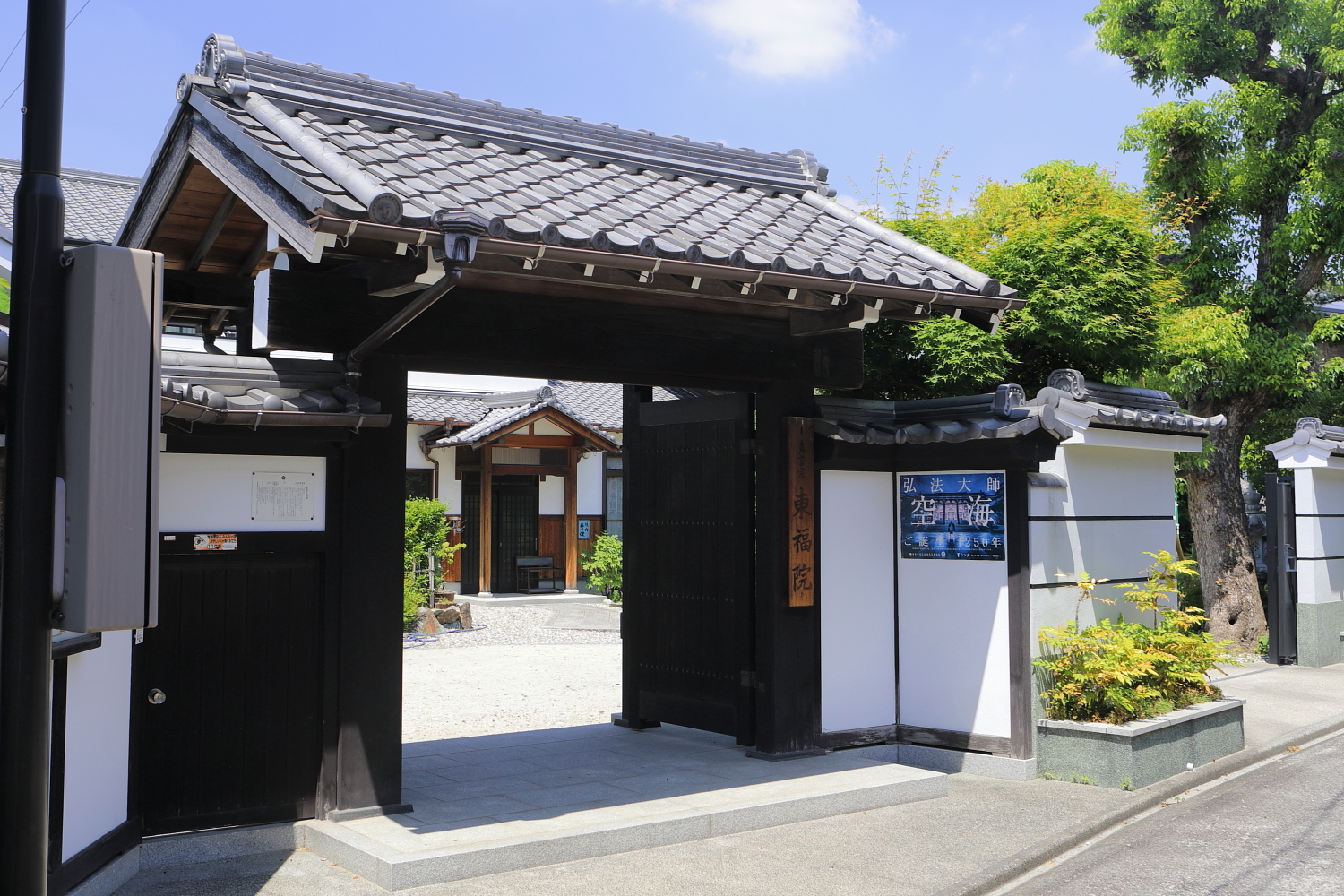
東福寺山門（花井町）。鳴海城の廃材が使用されているという。 （2020年（令和2年）6月）
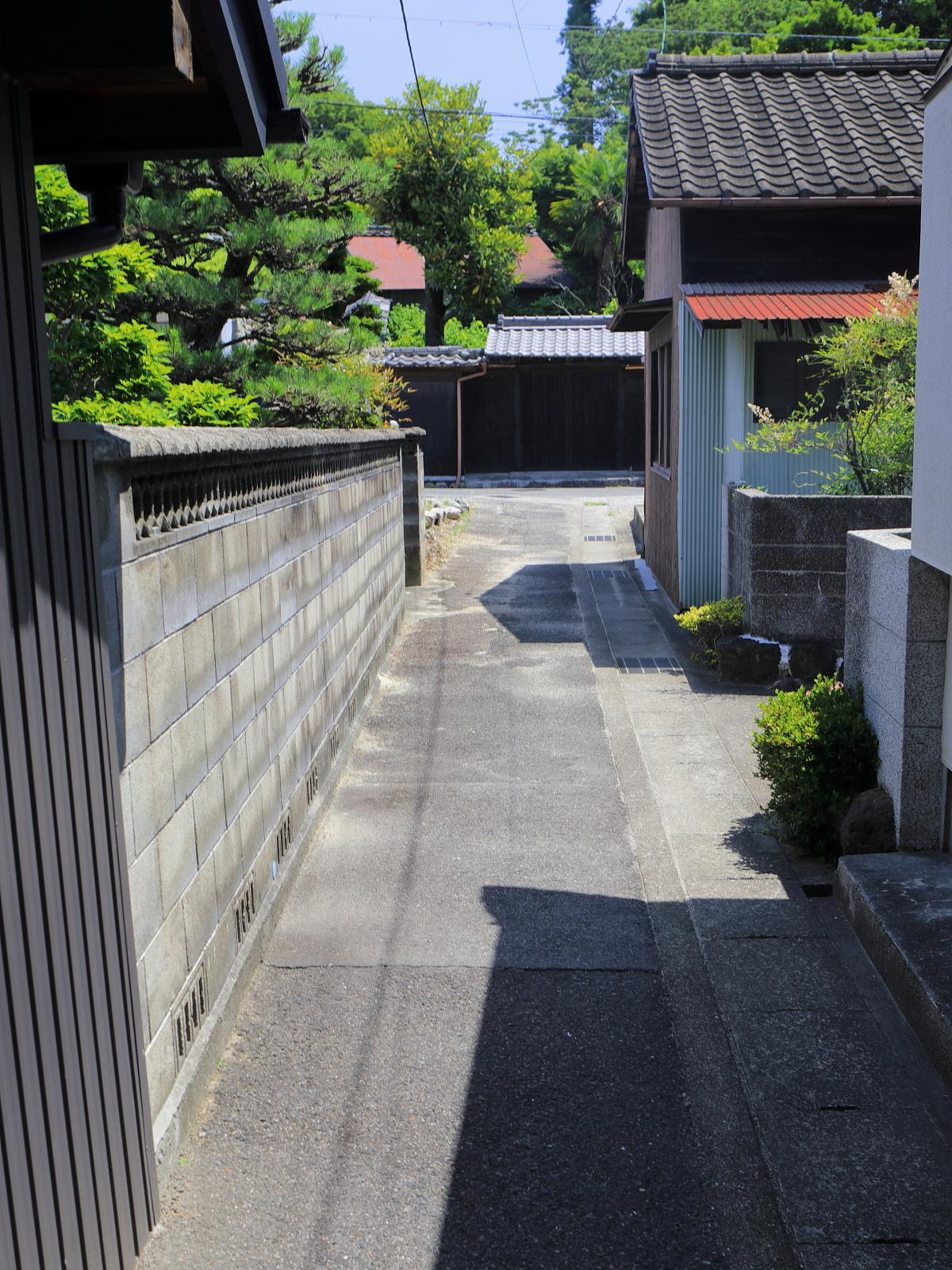
花井小路（花井町）。 （2020年（令和2年）6月）
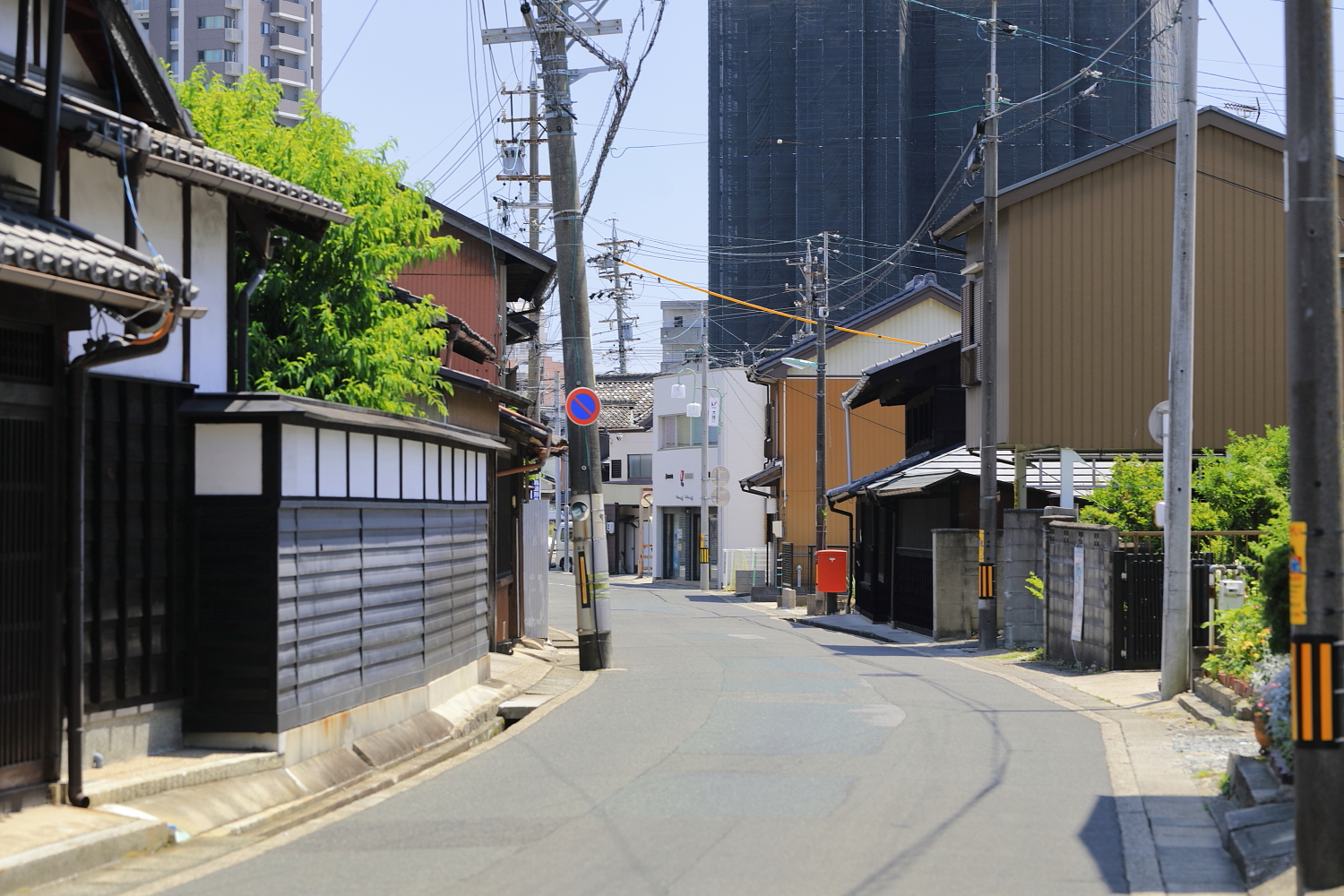
旧東海道景観（作町）。 （2020年（令和2年）6月）
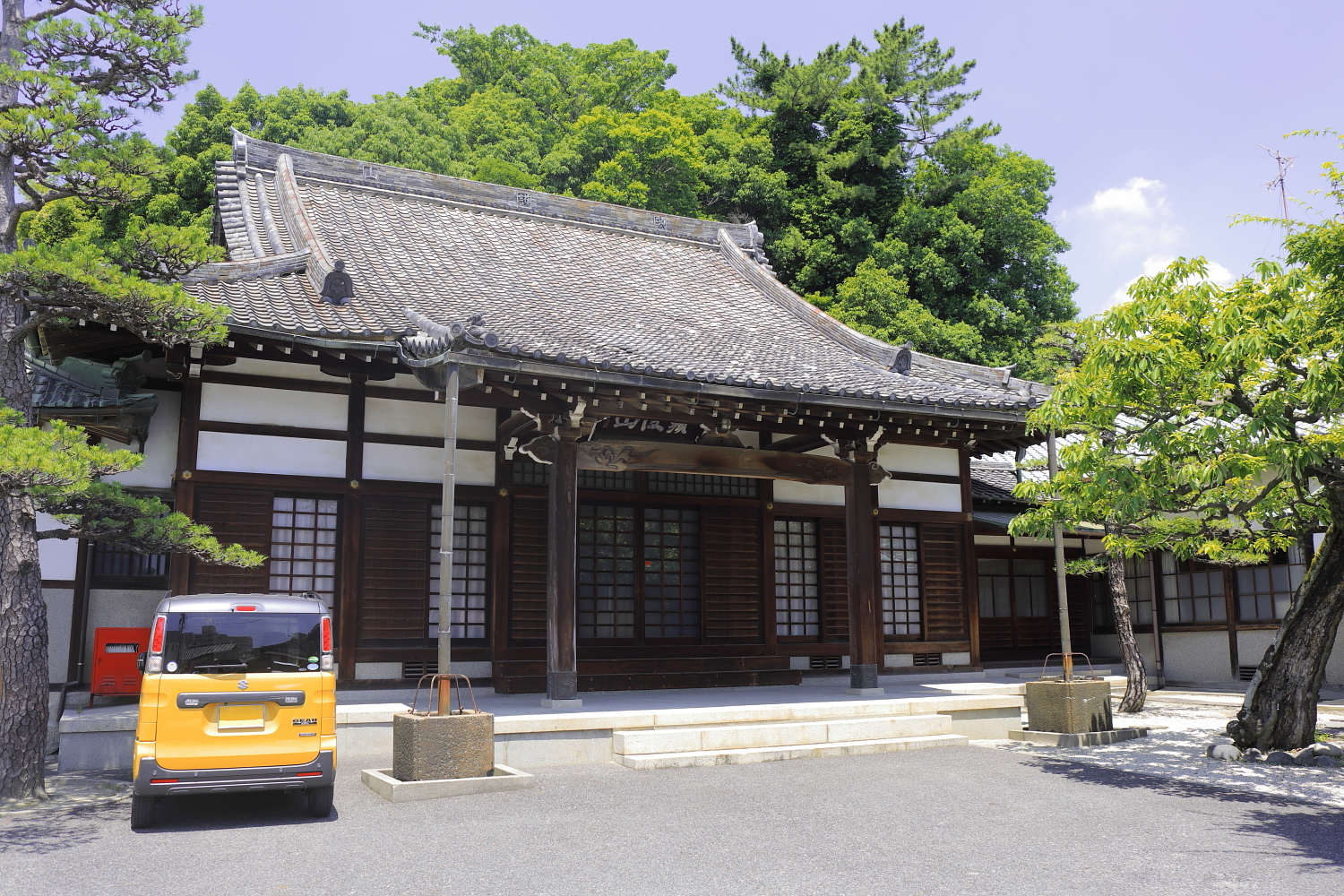
如意寺（作町）。 （2020年（令和2年）6月）
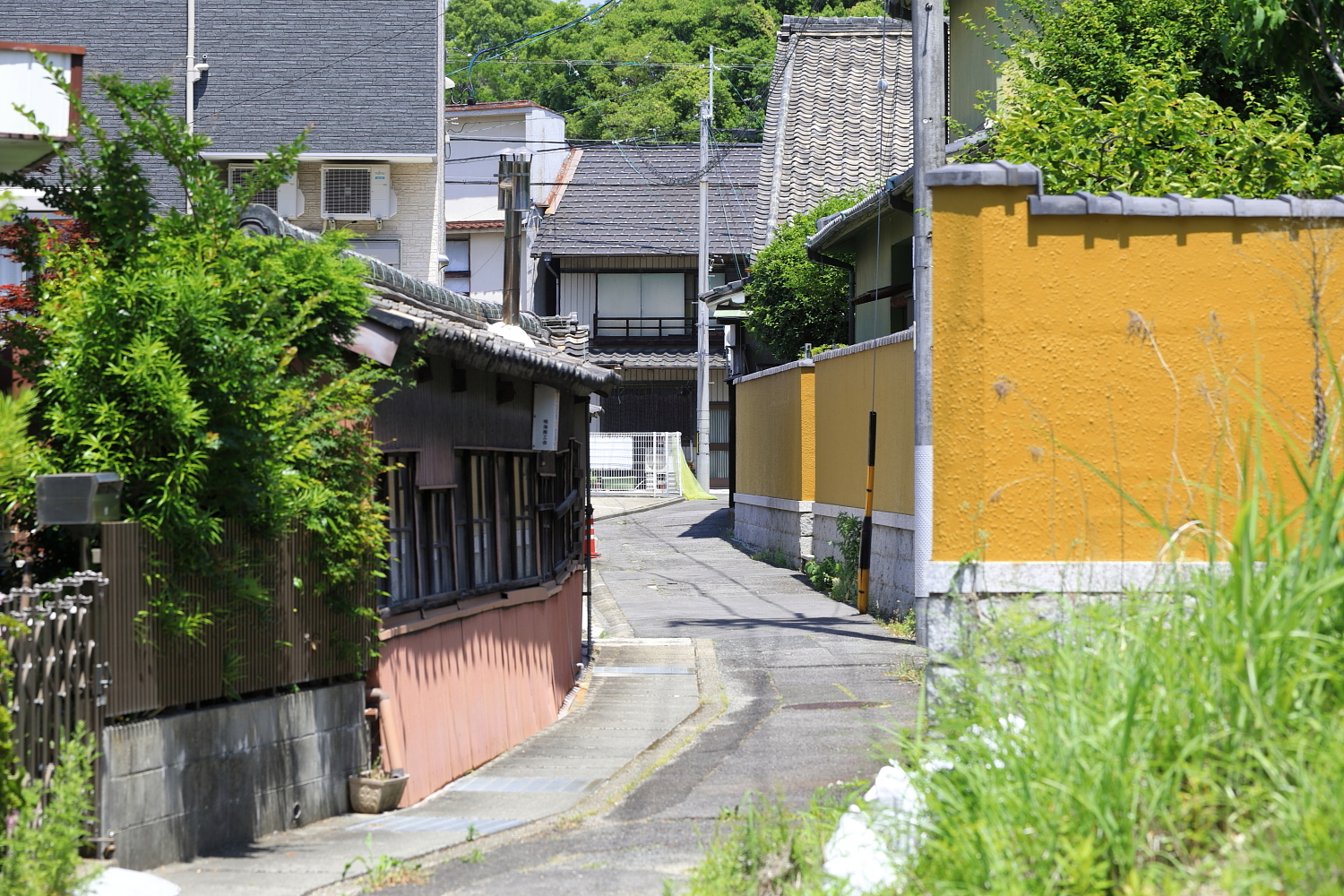
紺屋小路（作町）。 （2020年（令和2年）6月）
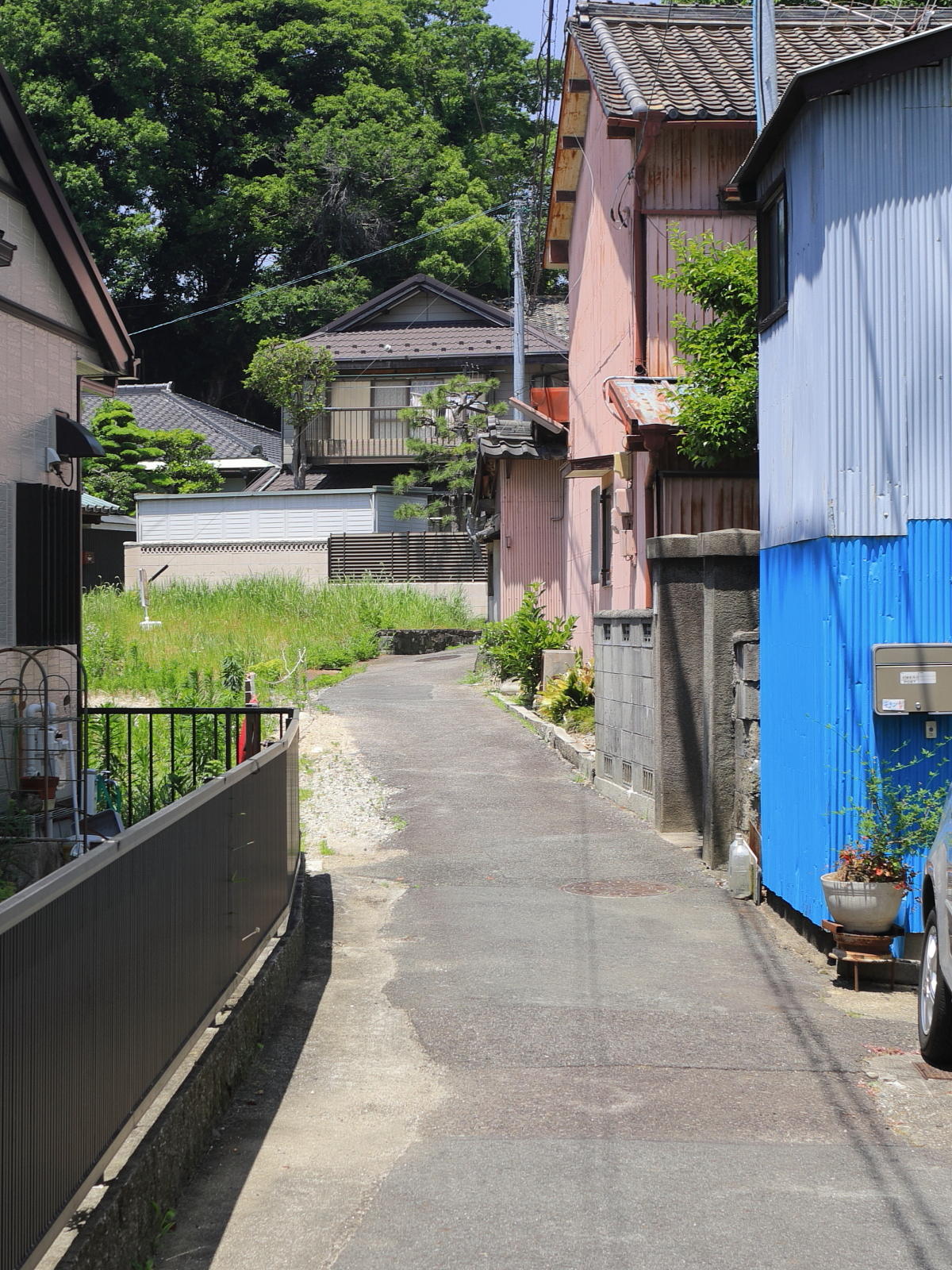
扇屋小路（作町）。 （2020年（令和2年）6月）
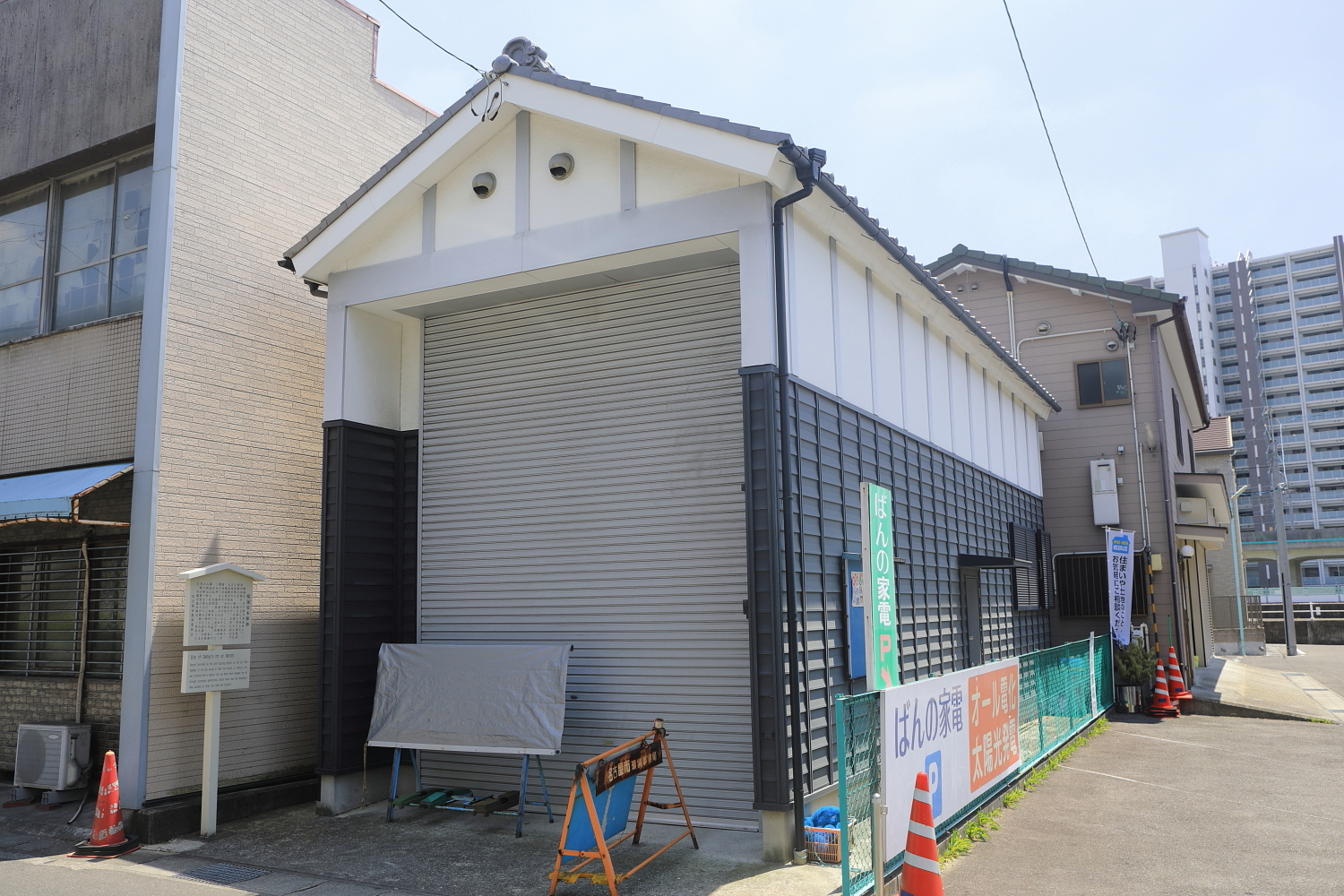
鳴海宿本陣跡（根古屋）。 （2020年（令和2年）6月）
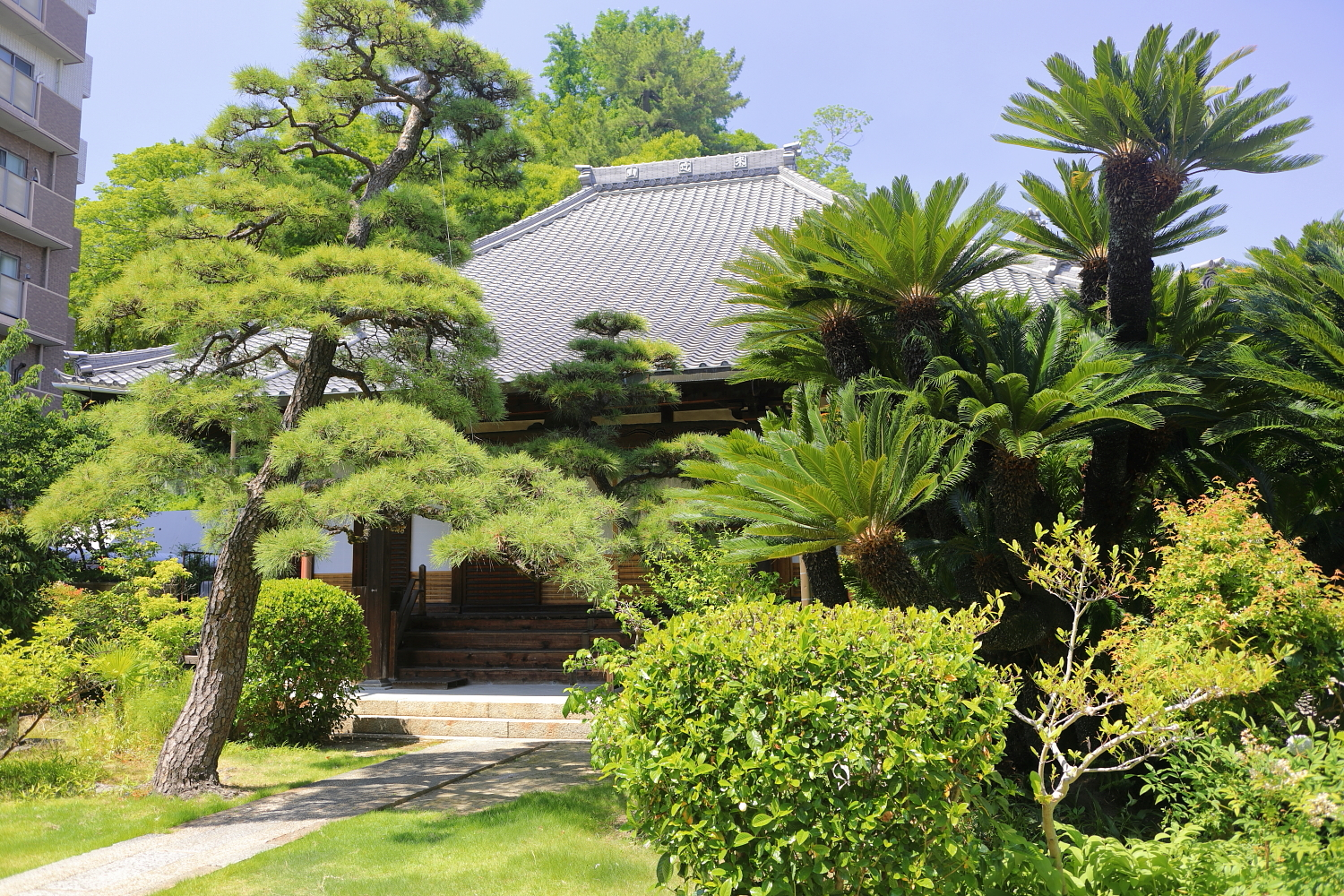
誓願寺（根古屋）。 （2020年（令和2年）6月）
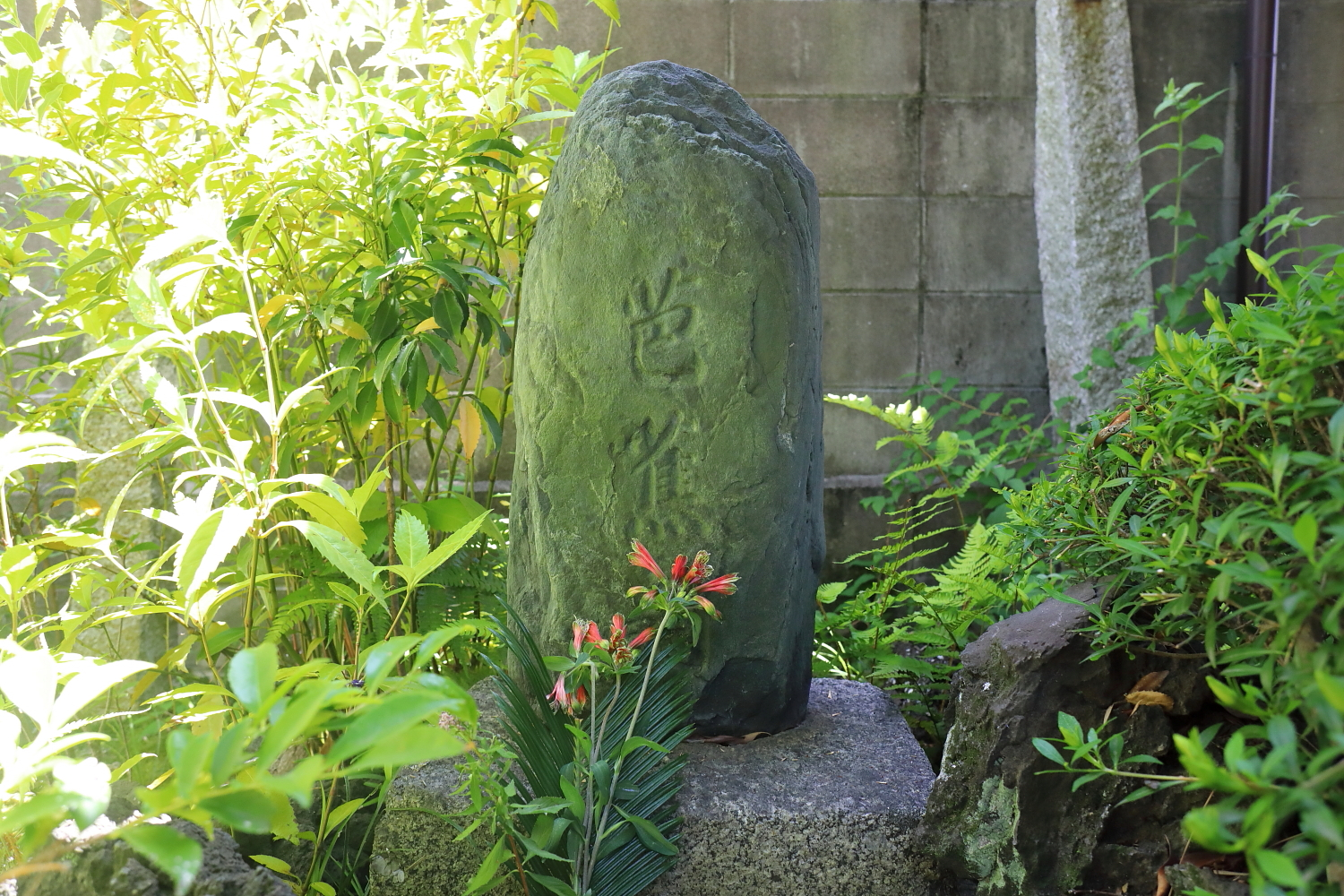
誓願寺にある芭蕉最古の供養塔（名古屋市指定史跡）。 （2020年（令和2年）6月）
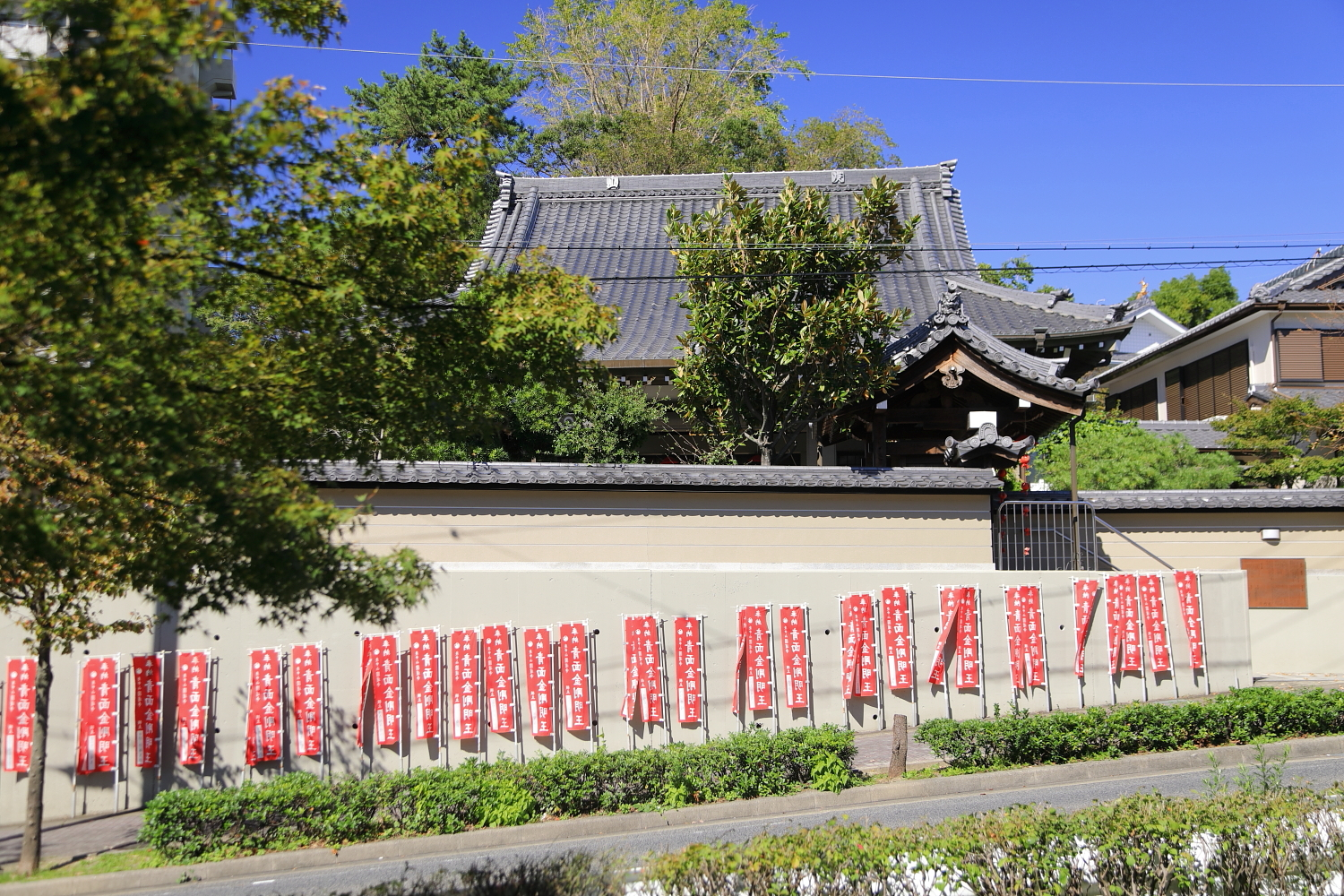
円道寺（根古屋）。 （2018年（平成30年）10月）
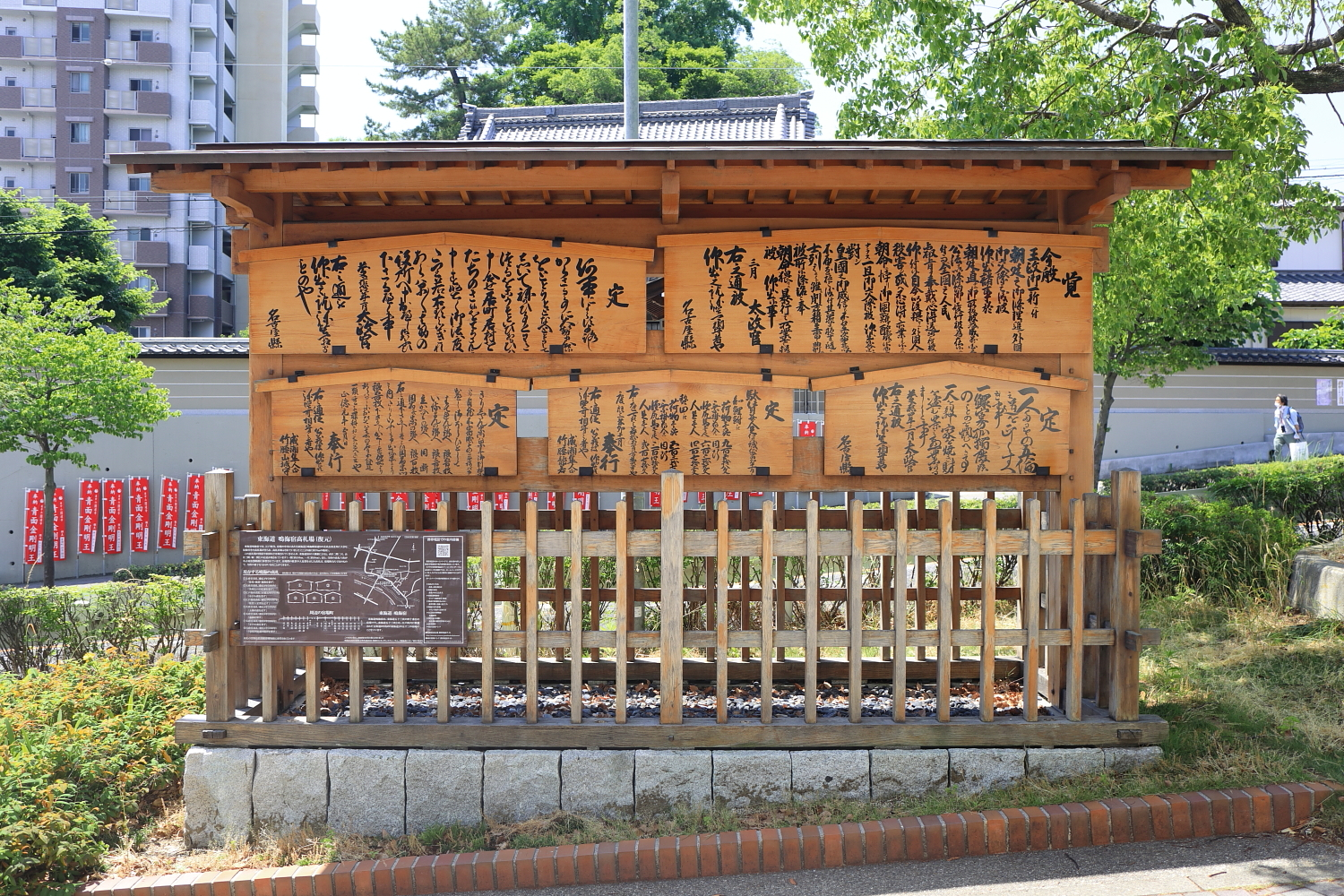
復元された鳴海宿高札場（本町）。 （2020年（令和2年）6月）
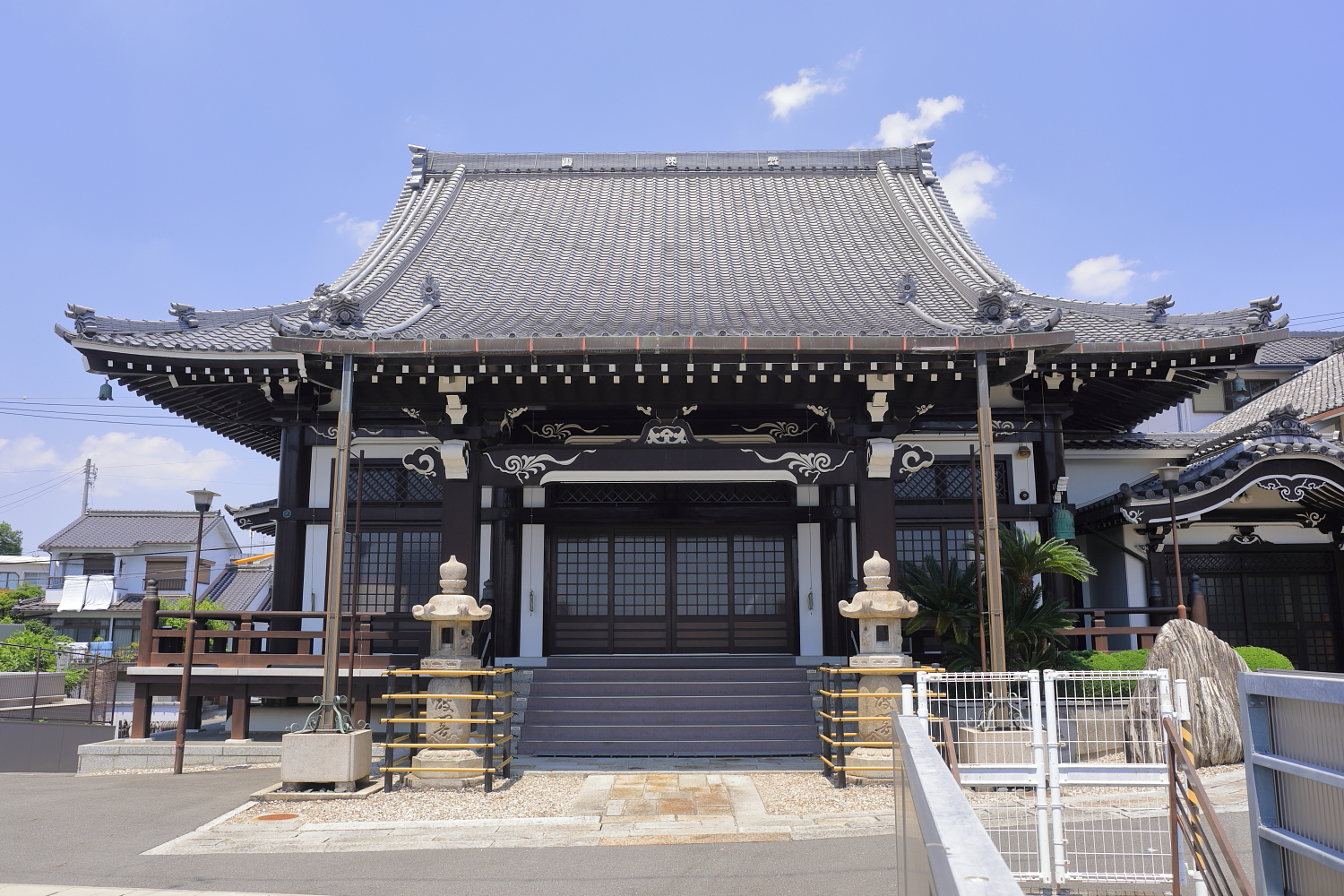
円龍寺（本町）。 （2020年（令和2年）6月）
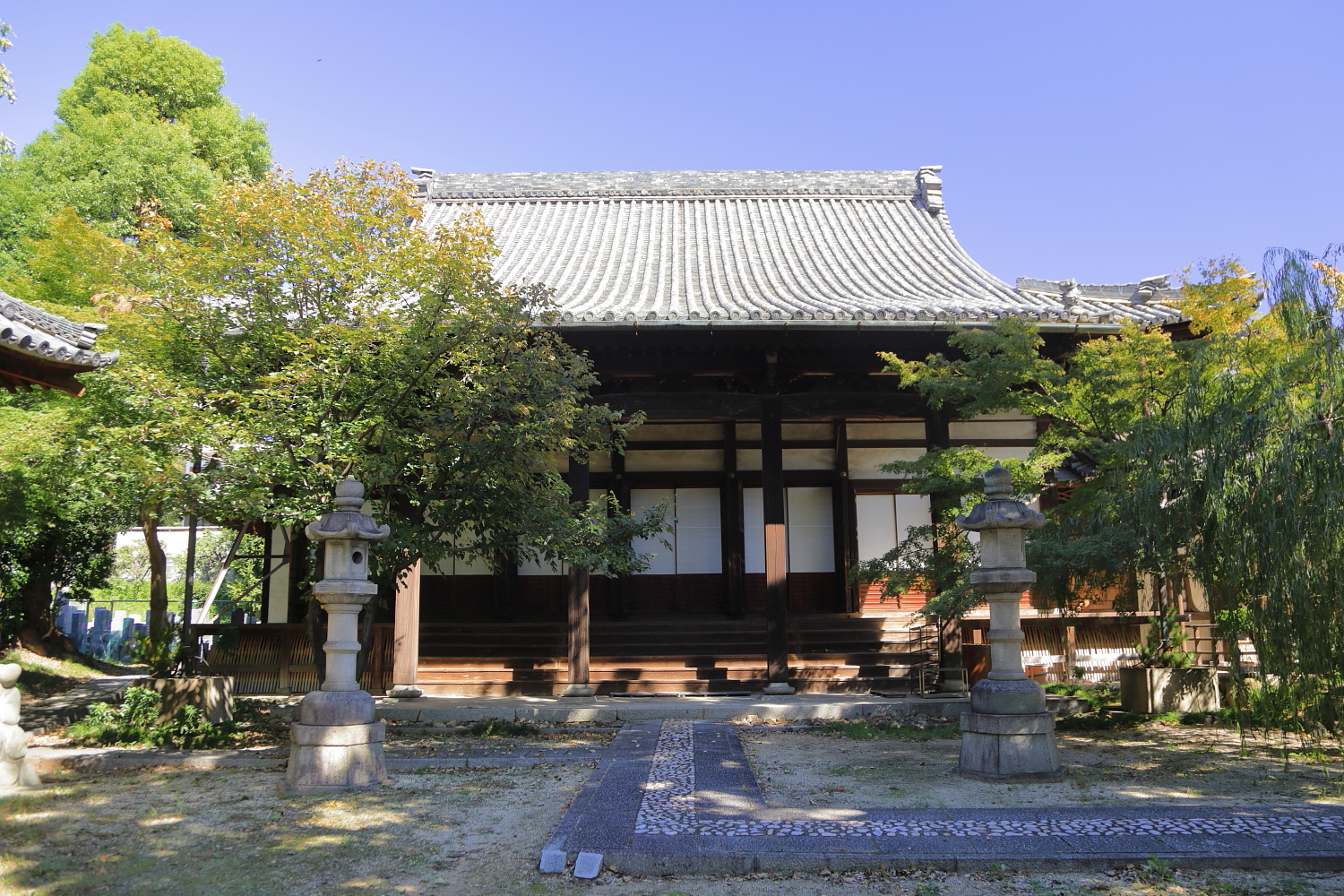
万福寺（本町）。 （2018年（平成30年）10月）
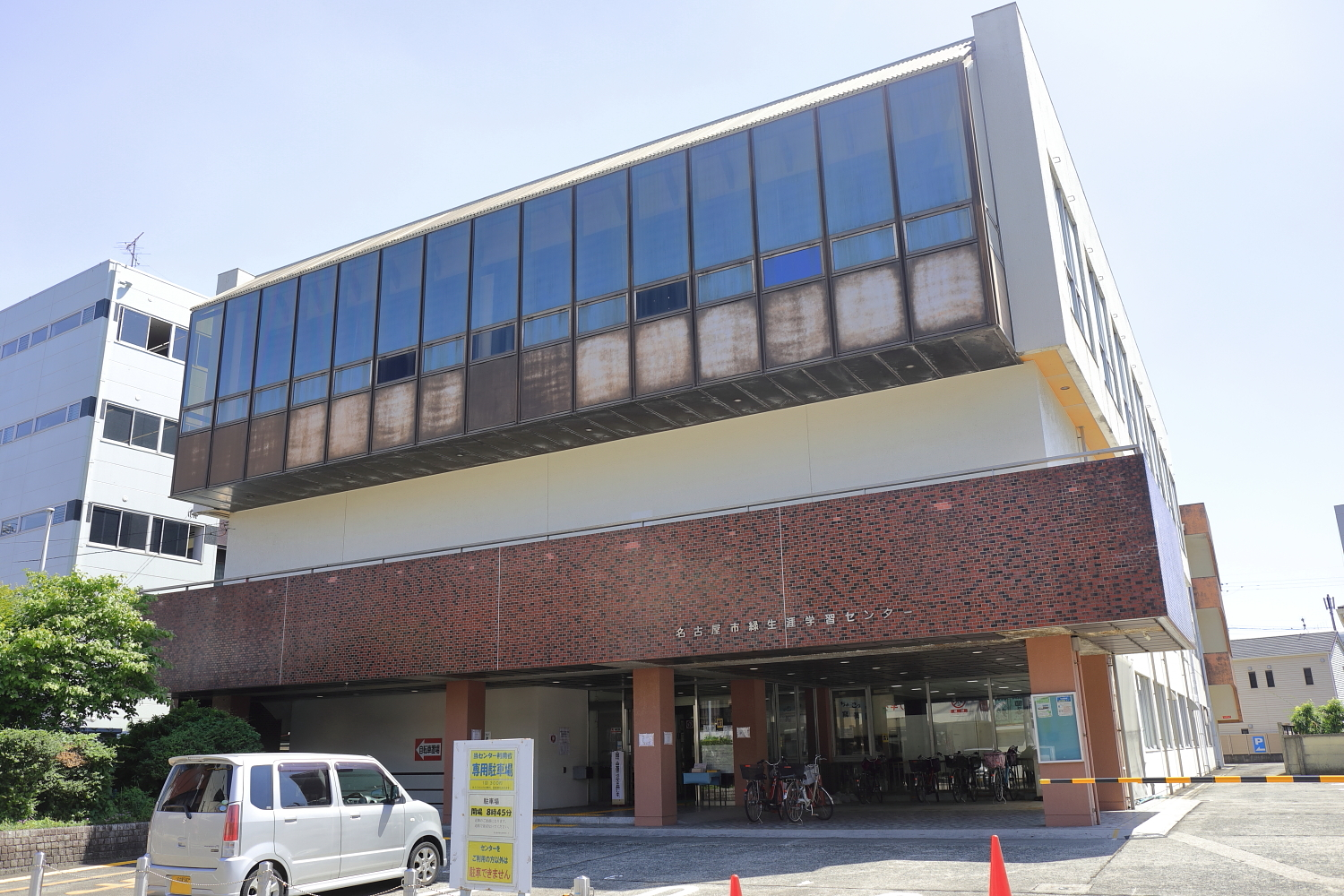
旧鳴海町役場跡に建つ名古屋市緑生涯学習センター（本町）。 （2020年（令和2年）6月）
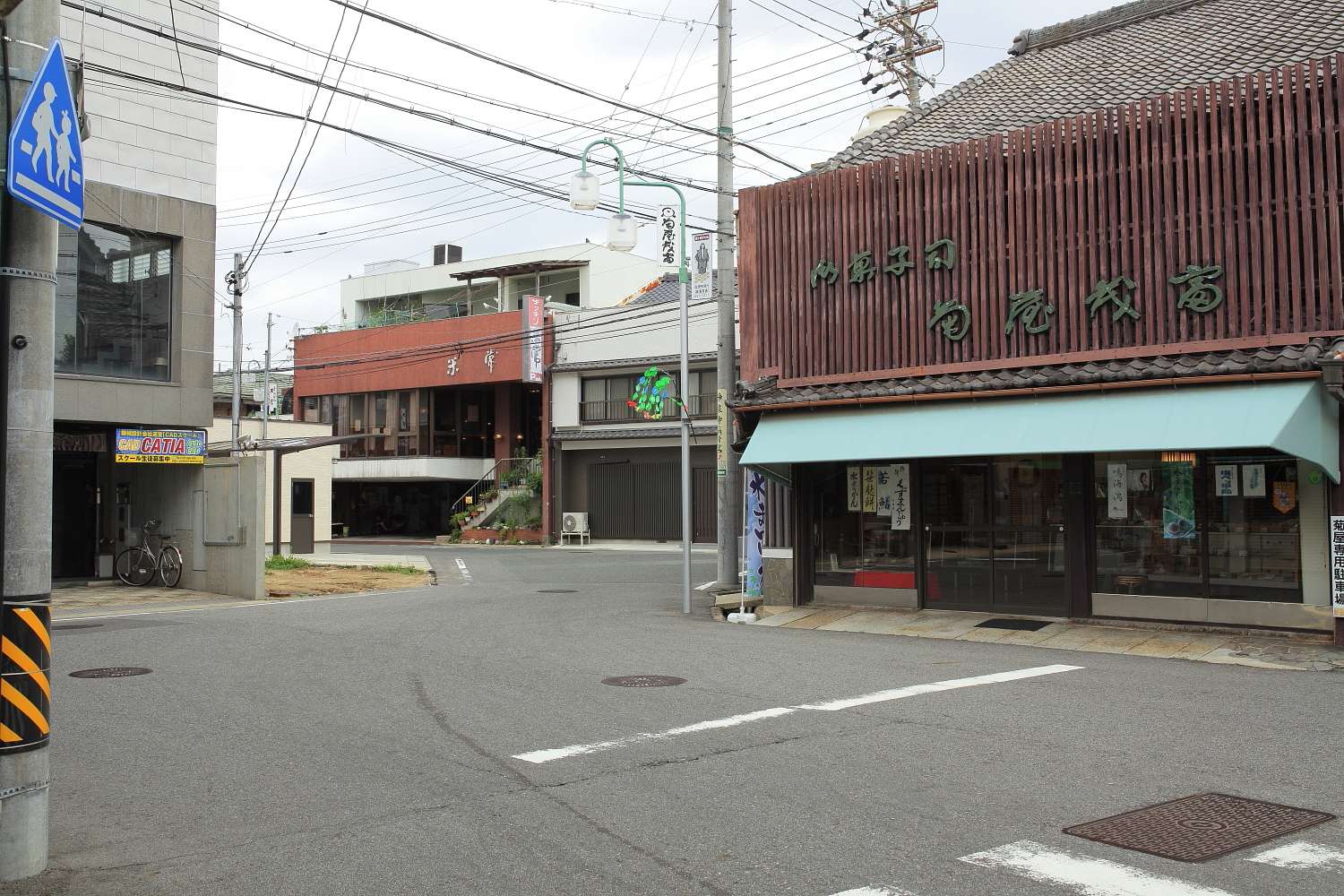
本町と相原町の境にある「曲尺之手（かねのて）」。 （2015年（平成27年）7月）
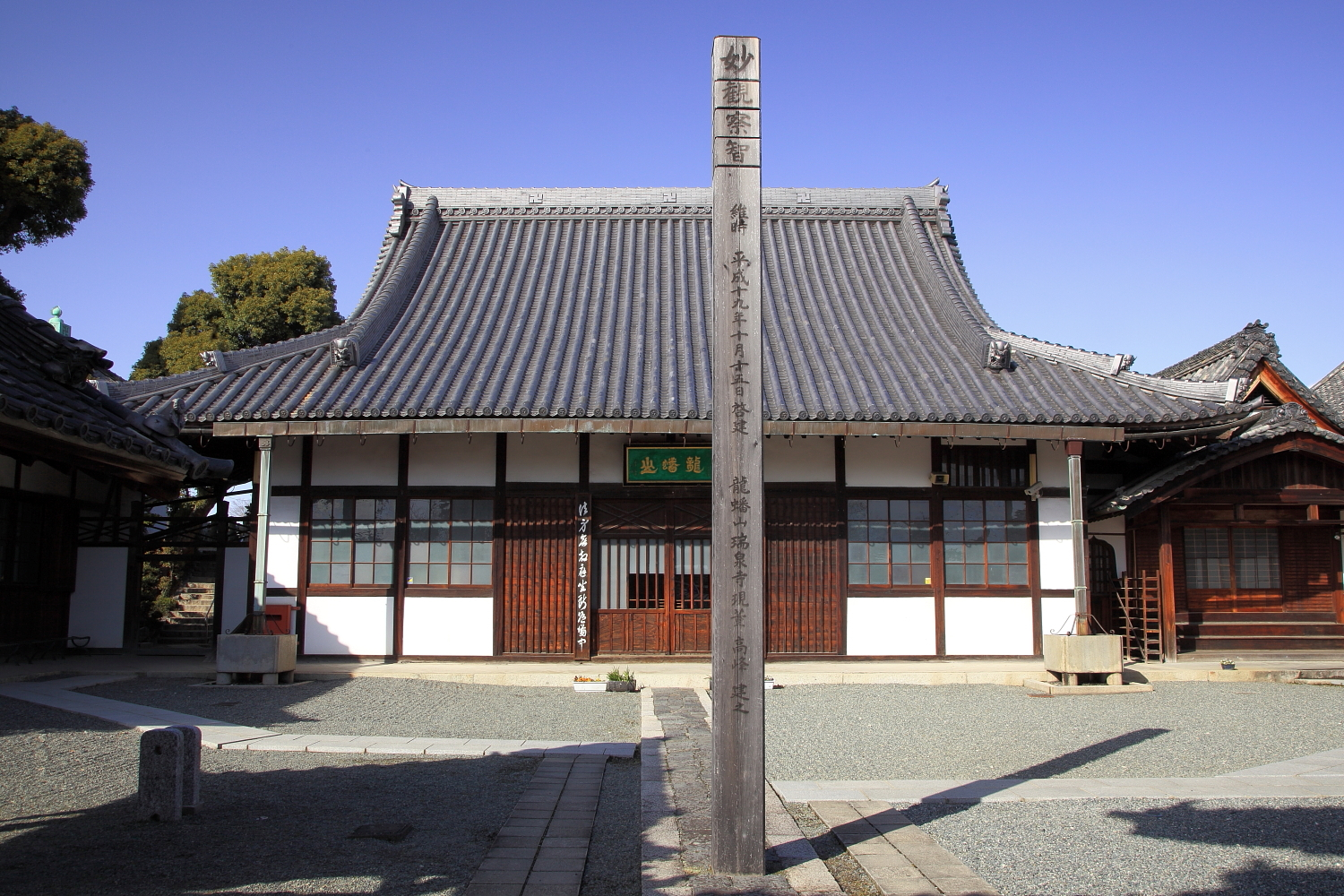
瑞泉寺（相原町）。 （2014年（平成26年）2月）
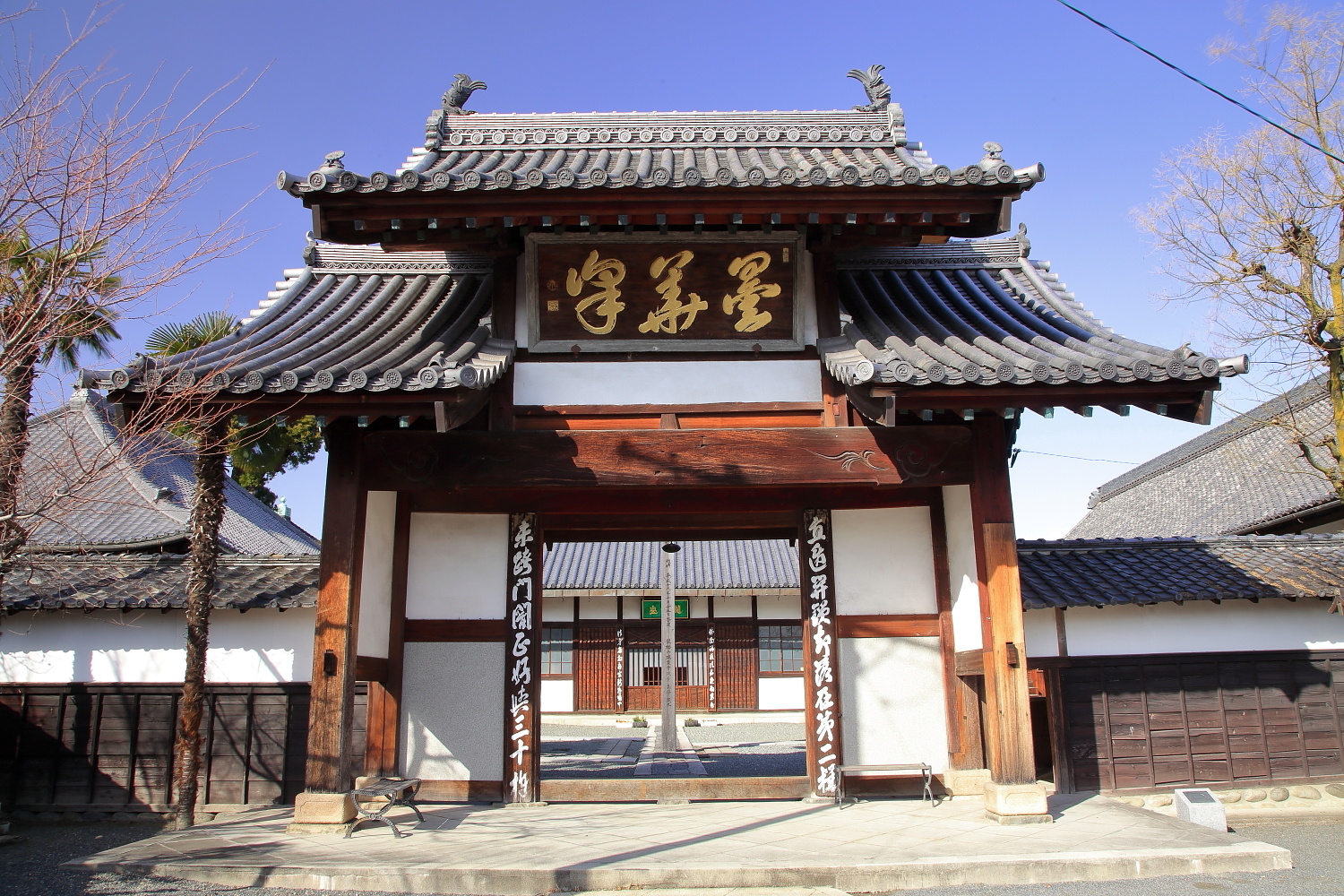
瑞泉寺総門（愛知県指定文化財）。 （2014年（平成26年）2月）
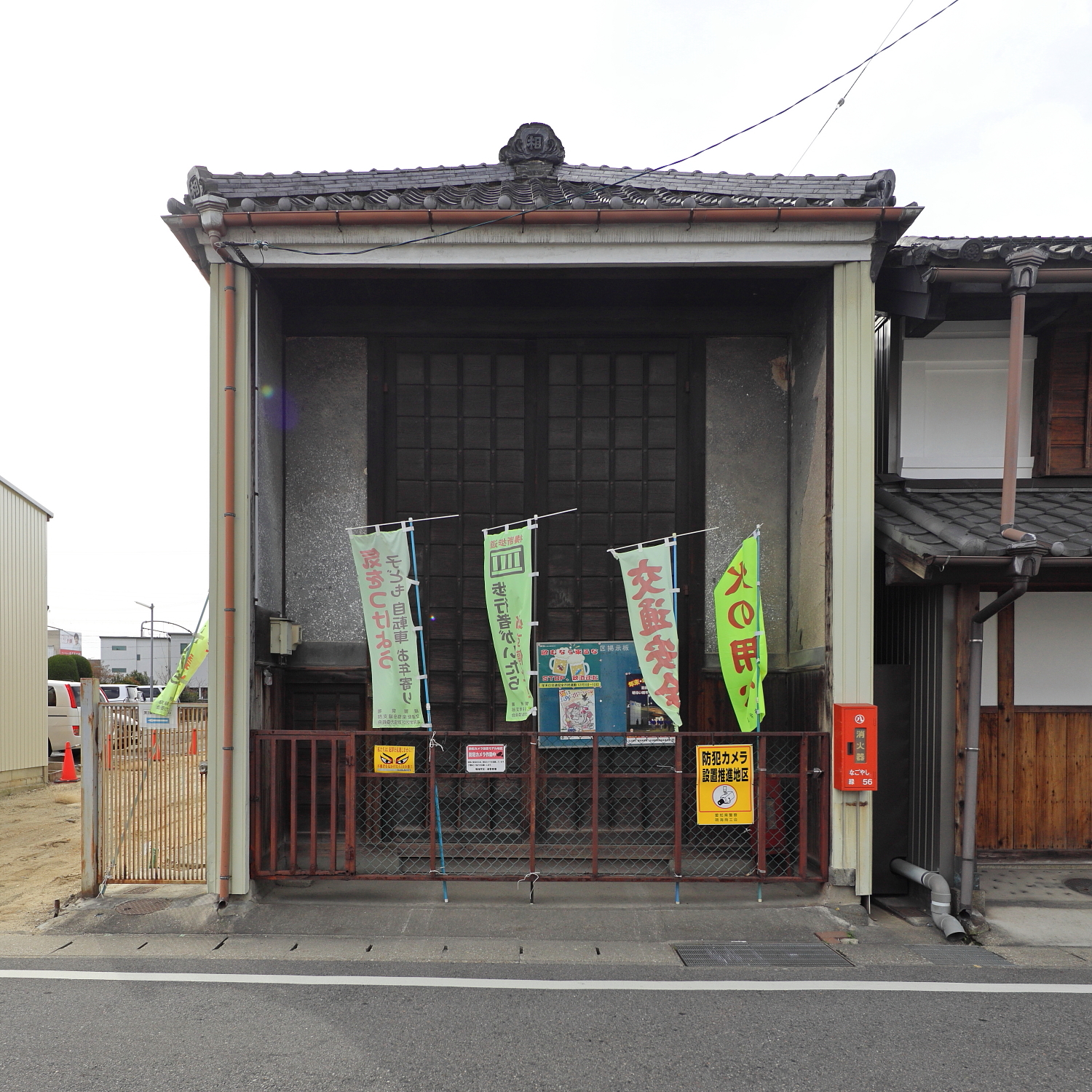
相原町唐子車山車蔵。 （2023年（令和5年）2月）
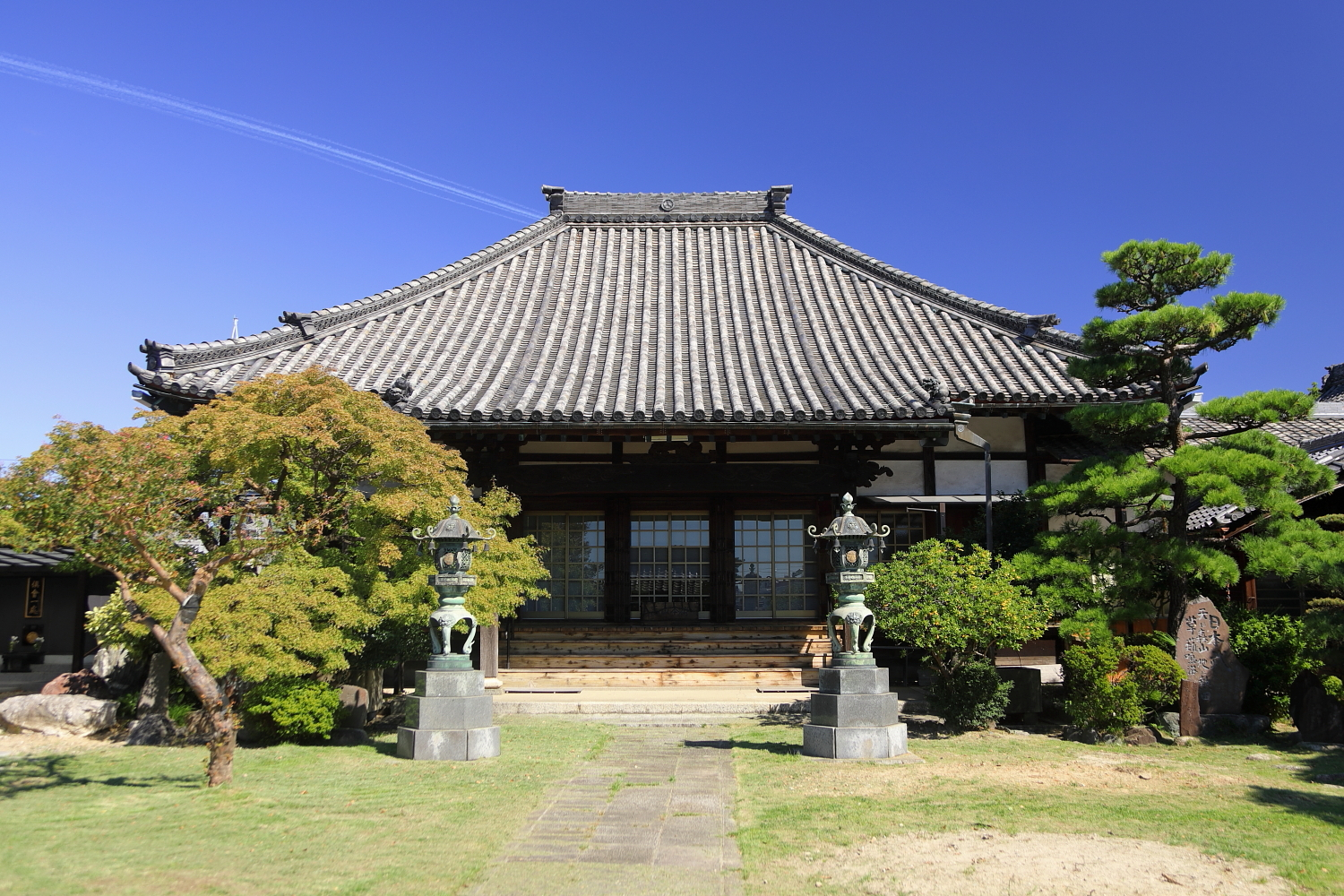
浄泉寺（上中町）。 （2018年（平成30年）10月）
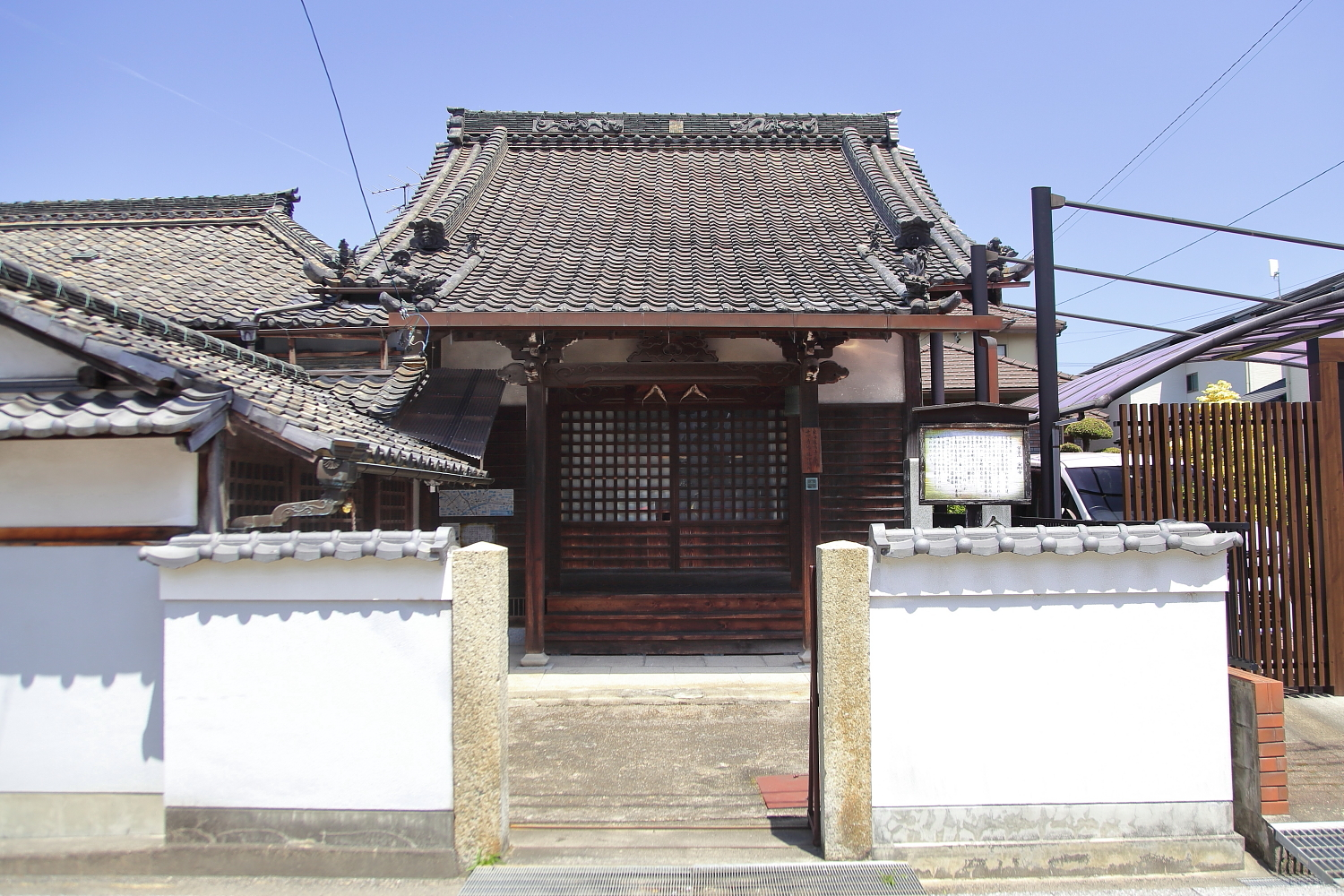
金剛寺（平部町）。 （2023年（令和5年）5月）
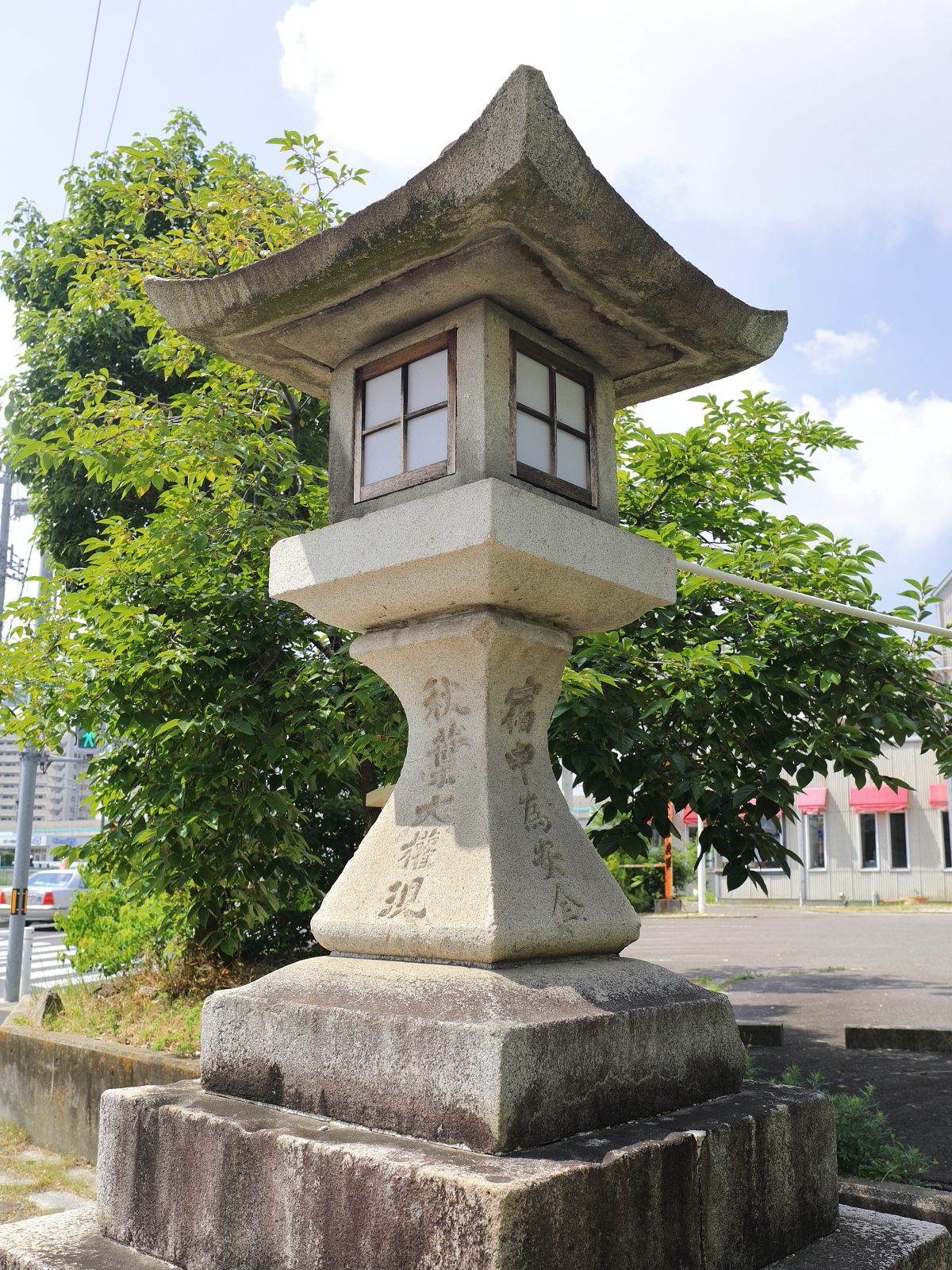
平部町常夜灯。 （2020年（令和2年）6月）